# Ájax (tragédia)
Ájax (em grego, ΑΙΑΣ - AIAS, na transliteração) é, provavelmente, das que nos chegaram, a mais antiga tragédia grega de Sófocles, situada em torno de 445 a.C.

## Argumento
Ájax Telamônio (ou Ájax, o Grande) era o segundo melhor guerreiro grego, ficando só atrás de Aquiles, e por isso acreditava ser merecedor da armadura e das armas de Aquiles. Mas os aqueus honraram a Odisseu com as armas, o que enfureceu Ájax, que quis matar seus companheiros chefes gregos. Atena, para impedir Ájax, fez com que delirasse e acreditasse que seus companheiros eram um rebanho de ovelhas que estava ali. O guerreiro mata alguns e leva outros para a tenda com a intenção de torturá-los, mas ao perceber que havia sido enganado, decide se suicidar, e o faz apesar das súplicas de Tecmesa, sua esposa. Assim, Ájax finca no solo a espada que Heitor lhe deu e se joga em cima dela.
No último ato, os chefes discutem o que fazer com o cadáver de Ájax: Teucro quer sepultá-lo, mas Menelau e Agamêmnon proíbem. Odisseu, apesar de haver sido seu rival, consegue fazer com que mudem de ideia,e Ájax é enterrado com honras. A obra termina com Teucro fazendo preparativos para o funeral, no qual Odisseu não estará presente, por respeito a Ájax.

## Traduções
Das traduções do grego para o português, citam-se as brasileiras de Trajano Vieira e de Mário da Gama Kury - ambas em verso - e a portuguesa de E. Dias Palmeira.
Maria Helena da Rocha Pereira editada pela Fundação Gulbenkian, 2ª Edição de 2013.
- ALMEIDA, Guilherme de; VIEIRA, Trajano. Três tragédias gregas. São Paulo: Perspectiva, 1997.
- ÉSQUILO; SÓFOCLES; EURÍPIDES. Prometeu acorrentado; Ájax; Alceste. Trad. Mário da Gama Kury. Rio de Janeiro: Jorge Zahar Editor
- SÓFOCLES. Tragédias do Ciclo Troiano. Trad. E.D. Palmeira. Lisboa: Sá da Costa, 1973.